# 兪孔堅
兪 孔堅（ゆ こうけん、簡体字:俞孔坚、拼音:Yú kǒngjiān、仮名転写:ユー・コンジエン、1963年ｰ ）は、中国人ランドスケープアーキテクト、北京大学(PKU)景観学科教授、PKUのランドスケープ学科の創設者および学科長でもあり、現在は北京大学ランドスケープ学院および建築計画設計学院(College of Architecture and Landscape Architecture)学部長で、北京にあるデザインオフィスTurenscapeの創設者。浙江省 金華市出身。
抗計画、ビッグフット美学を推進する。アメリカランドスケープアーキテクト協会のフェロー、中国文部科学省名誉教授、Jiang Scholar、中央組織局のNational Thousand Talents Program、および「National Specialized Experts」。

## キャリア
1987年に、北京林業大学で5年かけ園芸の修士号を取得。1995年にハーバード大学デザイン大学院でデザインの学位で博士号を授与(論文「景観計画におけるセキュリティパターン：中国南部の場合に」)。アメリカのSWAグループに勤務。1997年、北京大学で教鞭を執るため中国に戻る。1988年に北京大学で都市計画および地域計画教授および博士課程の講師就任、同年北京大学ランドスケープ学院および建築計画設計学院を設立。2003年以降は北京大学ランドスケープデザイン研究所教授、博士課程学部長を務め、2010年以降北京大学の建築ランドスケープデザイン学部長。同年、ハーバード大学准教授に任命された。2016年にアメリカ芸術科学アカデミーの学者として選出された。
また1998年にTurenscape を設立。これは約600人の専門家を擁する国際的に知られた企業で、彼とTurenscapeの実践は規模を超えて建築、ランドスケープそして都市デザインまでカバーし、現在は博士号の取得先ハーバード大学GSDのランドスケープ学科のランドスケープアーキテクチャークラス客員教授を務める。作品を通してスケールを超えて生態学的インフラを再構築し、環境倫理に基づいて新しい美学を定義しようとしている。

## 作品
- 金華の 燕尾洲公園 /中国（2014）

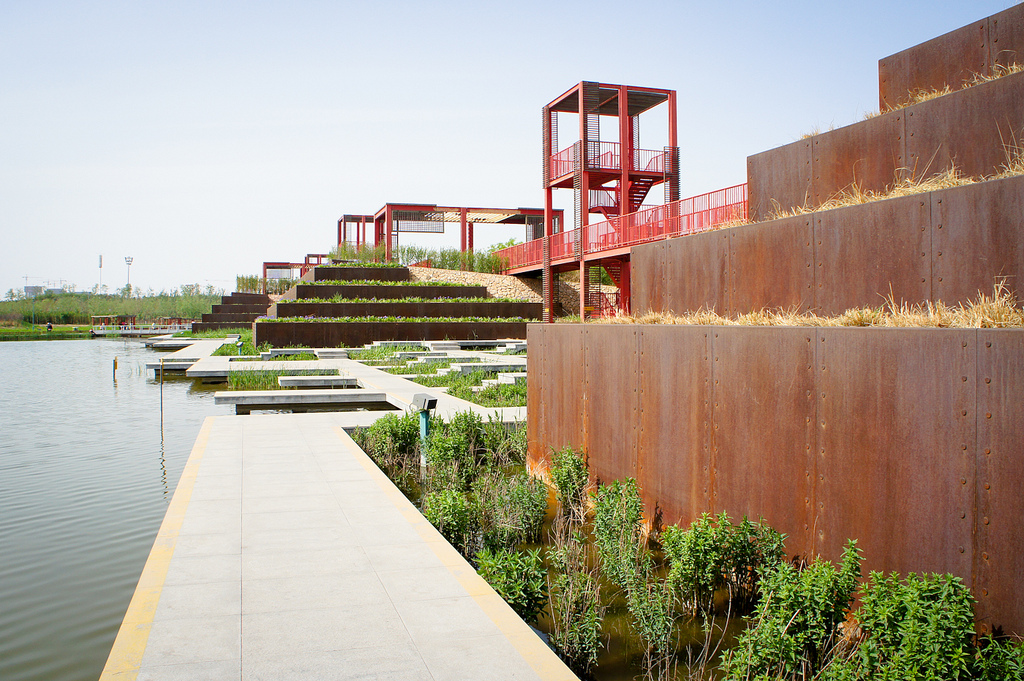
兪孔堅によって設計された天津橋園

- ハルビン群力国家城市湿地公園 /中国（2011）
- 秦皇島湯河公園/中国（2009）
- 中山岐江公園/中国（2009）
- 天津橋園、国連ハビタット賞を受賞
- 中山岐江公園は2002年にアメリカ造園家協会の造園デザイン賞を受賞[5]

## 賞歴
Yuのプロジェクトは、2009年と2010年の世界建築フェスティバル・オブ・ランドスケープ、2009年ULIグローバルアワードオブエクセレンス、2010 ASLAアワードオブエクセレンス、および7 ASLAオナーアワード（ アメリカランドスケープデザイン協会 ）、4エクセレンスオンザウォーターフロント賞、2004年中国国家金賞、彼は2010年アーガー・ハーン建築賞を受賞。

## 出版物
- Yu, Kongjian; Gary Austin (2016). Constructed Wetlands and Sustainable Development. London: Routledge. ISBN 978-1138908994
- Saunders, William S. (2012). Designed Ecologies: The Landscape Architecture of Kongjian Yu. Berlin: Birkhaeuser. ISBN 978-3034607384
- Yu, Kongjian; Mary Padua (2007). Art of Survival: Recovering Landscape Architecture. Mulgrave, Victoria, 3170 Australia: Images Publishing Group Pty Ltd. ISBN 978-1864702514
- 景観を体験することが景観デザインの根源です。 Udo WeilacherがKongjian Yuにインタビュー in：nodium、ミュンヘン工科大学の卒業生クラブランドスケープ誌2017 （PDF）